# أوليغ موروزوف (لاعب كرة قدم)
أوليغ موروزوف (17 مارس 1937 في روسيا - 1 أبريل 2006 في روسيا) هو مدرب كرة قدم ولاعب كرة قدم (وحمل سابقاً جنسية الاتحاد السوفيتي) في مركز الهجوم. شارك مع منتخب الاتحاد السوفييتي لكرة القدم. أما مع النوادي، فقد لعب مع زوريا لوهانسك وزينيت سانت بطرسبرغ ونادي دينامو سانت بطرسبرغ ‏ وAdmiralteyets Leningrad ‏ وFC Spartak Leningrad ‏.

## وصلات خارجية
- أوليغ موروزوف على موقع قاعدة بيانات كرة القدم.إي يو (الإنجليزية)
- أوليغ موروزوف على موقع ناشيونال فوتبول تيمز (الإنجليزية)